# Notre-Dame-du-Laus
Pour les articles homonymes, voir Notre-Dame du Laus et Laus.
Notre-Dame-du-Laus est une municipalité qui fait partie de la municipalité régionale de comté d'Antoine-Labelle au Québec (Canada), située dans la région administrative des Laurentides.

## Toponymie
Elle est nommée en l'honneur des apparitions de Marie à Benoîte Rencurel à Saint-Étienne-le-Laus (en France), durant 54 ans entre 1664 et 1718. Les lieux des apparitions constituent aujourd'hui le sanctuaire de Notre-Dame du Laus.

## Géographie
Ce territoire municipal est traversé par la rivière du Lièvre laquelle traverse le réservoir aux sables et le lac du Poisson-Blanc.
La rivière du Sourd traverse le sud-est de la municipalité jusqu'à sa confluence avec la rivière du Lièvre.

## Démographie
| 1991  | 1996  | 2001  | 2006  | 2011  | 2016  | 2021  |
| ----- | ----- | ----- | ----- | ----- | ----- | ----- |
| 1 244 | 1 378 | 1 382 | 1 564 | 1 518 | 1 558 | 1 730 |

## Administration
Les élections municipales se font en bloc pour le maire et les six conseillers.
| Notre-Dame-du-Laus Maires depuis 2001                                                                                |              |                    |          |
| Élection | Maire        | Qualité            | Résultat |
| 2001 | Ken Ménard   | Décédé en fonction | Voir     |
| 2005 | Ken Ménard   | Décédé en fonction | Voir     |
| 2009 | Ken Ménard   | Décédé en fonction | Voir     |
| 2012 | Stéphane Roy |                    | Voir     |
| 2013 | Stéphane Roy | Voir               |          |
| 2017 | Stéphane Roy | Voir               |          |
| 2021 | David Cyr    |                    | Voir     |
| Élection partielle en italique Depuis 2005, les élections sont simultanées dans toutes les municipalités québécoises |              |                    |          |

## Galerie photos
|  |